# Omar Oussedik
Omar Oussedik, né en 1920 à Michelet Aïn El Hammam, Tizi-Ouzou et mort en 1992, a été un militant du Parti du peuple algérien  (PPA) et des Amis du manifeste et de la liberté (AML). Membre du Comité central du Mouvement pour le triomphe des libertés démocratiques (MTLD), il est emprisonné puis vit en exil en France. Après avoir été membre du Parti communiste algérien (PCA) peut-être en 1953, il entre au FLN en 1955, et devient commandant dans la Wilaya IV; peu après, secrétaire d’État dans le premier Gouvernement provisoire de la République algérienne (GPRA) en 1958, et redéploie la Zone autonome d'Alger en 1962. 

## Biographie

### Scolarité et Engagement dans le mouvement national
La famille Oussedik est une famille maraboutique qui fait bénéficier ses enfants de la scolarisation engagée par la France en Algérie a destination des algériens. Dans la lignée de son frère aîné Tahar qui sera instituteur, syndicaliste de l’enseignement et se spécialisera pas la suite dans l'étude de l’histoire de la Kabylie, Omar Oussedik entre à l’École normale de Bouzareah. Il poursuit ensuite ses études secondaires au lycée de Ben Aknoun à Alger où les élèves de Kabylie se regroupent, associant le sentiment national aux attachements aux traditions kabyles. Dès 1943, il participe aux campagnes des Amis du manifeste et de la liberté (AML) et devient militant du PPA clandestin. Il est en Kabylie en mai 1945, il dit avoir transmis l’ordre de soulèvement dans le massif kabyle entre Dellys et Tigzirt, les 20 et 22 mai, avant les contrordres des jours suivants. Au congrès du MTLD de février 1947, il soutient le projet de préparer l’insurrection armée par la constitution d’une Organisation spéciale dont Hocine Aït Ahmed établit la plateforme et la mise en place. Il entre au Comité central du MTLD.

### Militantisme syndical et politique
Quand sévit la « Crise berbériste » qui exclut du MTLD plusieurs de ses anciens camarades, il se trouve hors de combat, il est en effet arrêté à Alger en 1948 et incarcéré à la prison de Blida jusqu’en 1951, après avoir subi des actes de torture. Il a fait partie des militants exclus du MTLD mais sans être accusé de berbérisme. Après sa sortie de prison, il vit en France, travaillant en région parisienne, y compris en usine, militant de la Confédération générale du travail (CGT), se donnant une formation politique qui le fera par la suite traité de « marxiste ». En 1953, comme d’autres jeunes intellectuels acquis aux idées sociales et progressistes et à une conception d’une Algérie algérienne qui soit la nation des Algériens de toutes origines, notamment Sadek Hadjerès et Ahmed Benzine, il serait passé au PCA. Alors que ceux-ci y demeurent, Omar Oussedik, selon la formule de Gilbert Meynier, se contente d’ « un tour de valse ». Il n’en sera pas moins toujours soupçonné d’entretenir des sympathies communistes. Il rejoint le FLN en 1955.

### Engagement dans le combat pour l'indépendance de l'Algérie
Au maquis de la Wilaya IV dans l’Algérois, il monte en grade et devient en 1957 commandant chargé des liaisons et des communications. Tout en se démarquant des suspicions de communisme et de marxisme, il doit assurer l’intégration des maquisards communistes venant des Combattants de la libération, et des lycéens et étudiants frottés de progressisme. Dans les quelques numéros de Révolution, le journal de la Wilaya, on parle de lutte de libération contre l’impérialisme sans références arabo-islamiques. Aussi Omar Oussedik, déjà suspect parce qu’il vit au maquis avec son épouse qui est infirmière, est pris dans la tourmente de l’espionnite qui gagne la Wilaya et où le colonel Si M'Hamed Bougara excite les réflexes populistes des petits contre les intellectuels francisés et ouvre le temps des purges de 1957 à 1958. À chaque discours du général Charles de Gaulle qu’Omar Oussedik interprète comme un changement d’orientation de la politique française, la méfiance grandit ; on se situe cependant bien avant l’affaire Si Salah. Il est aussi accusé d’être sensible au gaullisme et de pousser à la négociation. Il a peut-être été sauvé du pire en étant appelé à Tunis par Krim Belkacem. Il est secrétaire d’État dans le premier Gouvernement provisoire de la République algérienne (GPRA) constitué en 1958. En mars 1959, il fait partie de la mission en Chine pour négocier contrat d’armes et soutien, puis à Hanoï pour marquer la solidarité des luttes de libération. C’est pour ses idées qu’il est nommé en 1960 chef de mission en Guinée auprès de Ahmed Sékou Touré, précédant Mohammed Harbi à Conakry. Simple membre du CNRA en 1961-1962, il apparaît comme un des plus opiniâtres opposants aux grandes manœuvres de l’État-major général autour des colonels Ali Mendjeli et Boumédiène.
Aussitôt après les Accords d'Évian, il entre dans le projet de Krim Belkacem de contrer la montée en puissance du commandant Hassan (Youcef Khatib) dans la Wilaya IV, en reconstituant la Zone autonome d’Alger. Cherchant à entraîner Mohammed Harbi, il va jusqu’à lui faire valoir la science marxiste de son partenaire, le commandant Azzedine : « L’avenir se joue à l’intérieur, argumente Omar Oussedik ; j’ai trouvé une filière pour entrer en Algérie... veux-tu être des nôtres ? Azzedine est un homme sûr. Il pense comme nous. Il a lu Le Capital ». « Sacré Omar ! reprend Mohammed Harbi. La manipulation lui collait à la peau. Je suis parti d’un grand éclat de rire, il a compris ma réaction et fait de même ». M.Harbi refuse de rentrer avec la fausse vraie carte d’identité française qu’Omar Oussedik lui procure.

### Dans l'Algérie indépendante
Dans ses mémoires, celui-ci reconnaît que les commandants Azzedine et Oussedik à la tête de la Zone autonome d'Alger « ont réussi à préparer la population algéroise à faire face à la terreur de l’Organisation de l'armée secrète (OAS). Mais ils ont également accrédité la rumeur d’une collusion entre l’Algérie et la France contre l’armée de l’extérieur ». Il faut aussi porter au crédit d’Omar Oussedik, à travers la Zone autonome, d’avoir assuré dans le chaos d’Alger, le fonctionnement d’un Service social et de santé et soutenu la reconstitution de l’Union générale des travailleurs algériens (UGTA) sous le mandat attribué depuis Tunis à un trio de direction disponible et actif sur place, formé de Rabah Djermane, Boualem Bourouiba et Mustapha Lassel, dernier feu d’un syndicalisme autonome. Entré aux Affaires étrangères dès la fin de 1962, Omar Oussedik sera ambassadeur d’Algérie à Sofia, Moscou, New Delhi et Rome. 
Il est mort à Alger, en 1992.